# Megan Ward
Megan Marie Ward (Los Angeles, 24 september 1969) is een Amerikaanse actrice.

## Biografie
Ward werd geboren in Los Angeles als jongste van zes kinderen. Haar ouders waren beiden professionele acteurs. Op vierjarige leeftijd verhuisde zij met haar familie naar Honolulu en op negenjarige leeftijd begon zij met acteren in tv-commercials, later werkte zij enkele jaren als model in Japan. Zij doorliep de high school aan de Henry J. Kaiser High School in Honolulu, en na het behalen van haar diploma ging zij terug naar Los Angeles voor haar acteercarrière.
Ward begon in 1990 met acteren voor televisie in de film Crash and Burn, waarna zij nog meerdere rollen speelde in films en televisieseries. Zij is vooral bekend van haar rol als Kate Howard in de televisieserie General Hospital waar zij in 366 afleveringen speelde (2007-2010).
Ward is in 1995 getrouwd waaruit zij een zoon en een dochter heeft.

## Filmografie

### Films
- 2018 Party Mom – als Caroline
- 2010 The Invited – als Michelle
- 2007 Waking Dreams – als Rebecca
- 2005 Complete Guide to Guys – als Kelly
- 2004 Murder Without Conviction – als Christine Bennett
- 2003 Mr. Ambassador – als Amy
- 2000 Tick Tock – als Rachel Avery
- 2000 Rated X – als Meredith
- 1999 Say You'll Be Mine – als Melanie
- 1998 Don't Look Down – als Carla Engel
- 1996 Joe's Apartment – als Lily Dougherty
- 1996 Voice from the Grave – als Renee Perkins
- 1995 Glory Daze – als Joanie
- 1995 Naomi & Wynonna: Love Can Build a Bridge – als Ashley Judd
- 1995 The Brady Bunch Movie – als Donna Leonard
- 1994 PCU – als Katy
- 1993 Freaked – als Julie
- 1993 Arcade – als Alex Manning
- 1992 Trancers III – als Alice Stillwell
- 1992 Amityville 1992: It's About Time – als Lisa Sterling
- 1992 Encino Man – als Robyn Sweeney
- 1991 Goodbye Paradise - als jonge Sharon
- 1991 Trancers II – als Alice Stillwell
- 1990 Crash and Burn – als Arren

### Televisieseries
Uitgezonderd eenmalige gastrollen.
- 2007-2010 General Hospital – als Kate Howard – 366 afl.
- 2005 Sleeper Cell – als Angela Fuller – 4 afl.
- 2002-2003 Boomtown – als Kelly Stevens – 8 afl.
- 1999-2000 Sports Night - als Pixley Robinson – 2 afl.
- 1997-1998 Melrose Place – als Connie Rexroth – 7 afl.
- 1998 Four Corners – als Kate Wyatt – 5 afl.
- 1996-1997 Dark Skies – als Kimberly Sayers – 18 afl.
- 1994-1995 Party of Five – als Jill holbrook – 9 afl.
- 1994 Winnetka Road – als Nicole Manning – 6 afl.
- 1993 Class of '96 – als Patty Horvath – 17 afl.

- Biblioteca Nacional de España: XX1300446
- Bibliothèque nationale de France: cb140311972 (data)
- International Standard Name Identifier: 0000 0001 1468 6793
- Library of Congress Control Number: no2001068507
- Nationale Bibliotheek van Tsjechië: pna2012717928
- Nationale Bibliotheek van Polen: a0000001776472
- Nederlandse Thesaurus van Auteursnamen: 238280535
- SNAC: w60v98np
- Virtual International Authority File: 19880102
- WorldCat: E39PBJjtc3MmCRTCx6YhWthmBP